# 西班牙雷亞爾
西班牙雷亞爾（Real，意思是皇家）是14世纪中叶之后數百年西班牙帝國的货币单位，由卡斯蒂利亚国王佩德罗一世推出。1868年被比塞塔取代。